# Kazimierz II. (Masowien)
Kazimierz II. (polnisch Kazimierz II.; * zwischen 1396 und 1407; † 15. September 1442) war ein Herzog in Masowien, ab 1426 Fürst von Rawa, Płock, Sochaczew, Gostynin, Płońsk, Wizna und Bels. Nach dem Ausgleich mit seinen Brüdern Siemowit V. und Władysław I. von 1434 war er Fürst von Bels.

## Leben
Kazimierz war Sohn von Herzog Siemowit IV. († 1426) und der litauischen Prinzessin Alexandra von Litauen, der Schwester des polnischen Königs Władysław II. Jagiełło. Er verbrachte seine Jugend am litauischen Großfürstenhof in Vilnius. Ab 1420 wurde er in die Regierungsgeschäfte in Masowien eingeführt. Nach dem Tod seines Vaters trat er zusammen mit seinen Brüdern 1426 das Erbe in Masowien an. Anders als seine Brüder leistete er erst 1430 König Władysław II. Jagiełło den Lehenseid in Sandomir. Kazimierz nahm sodann an den Krönungsfeierlichkeiten Władysławs III. in Krakau 1434 teil und leistete diesem dem Lehenseid. Im selben Jahr teilte Kazimierz mit seinen Brüdern Masowien auf und behielt Bels. 1440 unterstützte er Kasimir IV. Andreas bei seinem Bestreben, den Großfürstenthron in Litauen zu erhalten. Kazimierz starb 1442 an einer Seuche in der Nähe von Krasnystaw. Sein Fürstentum übernahm sein jüngerer Bruder Władysław I.

## Ehe und Familie
Herzog Kazimierz heiratete einige Monate vor seinem Tod Margarethe von Samter, die Tochter von Vinzenz von Samter. Die Ehe blieb kinderlos. Nach seinem Tod wurde er in der Kathedrale von Płock bestattet.